# 東涌健康中心

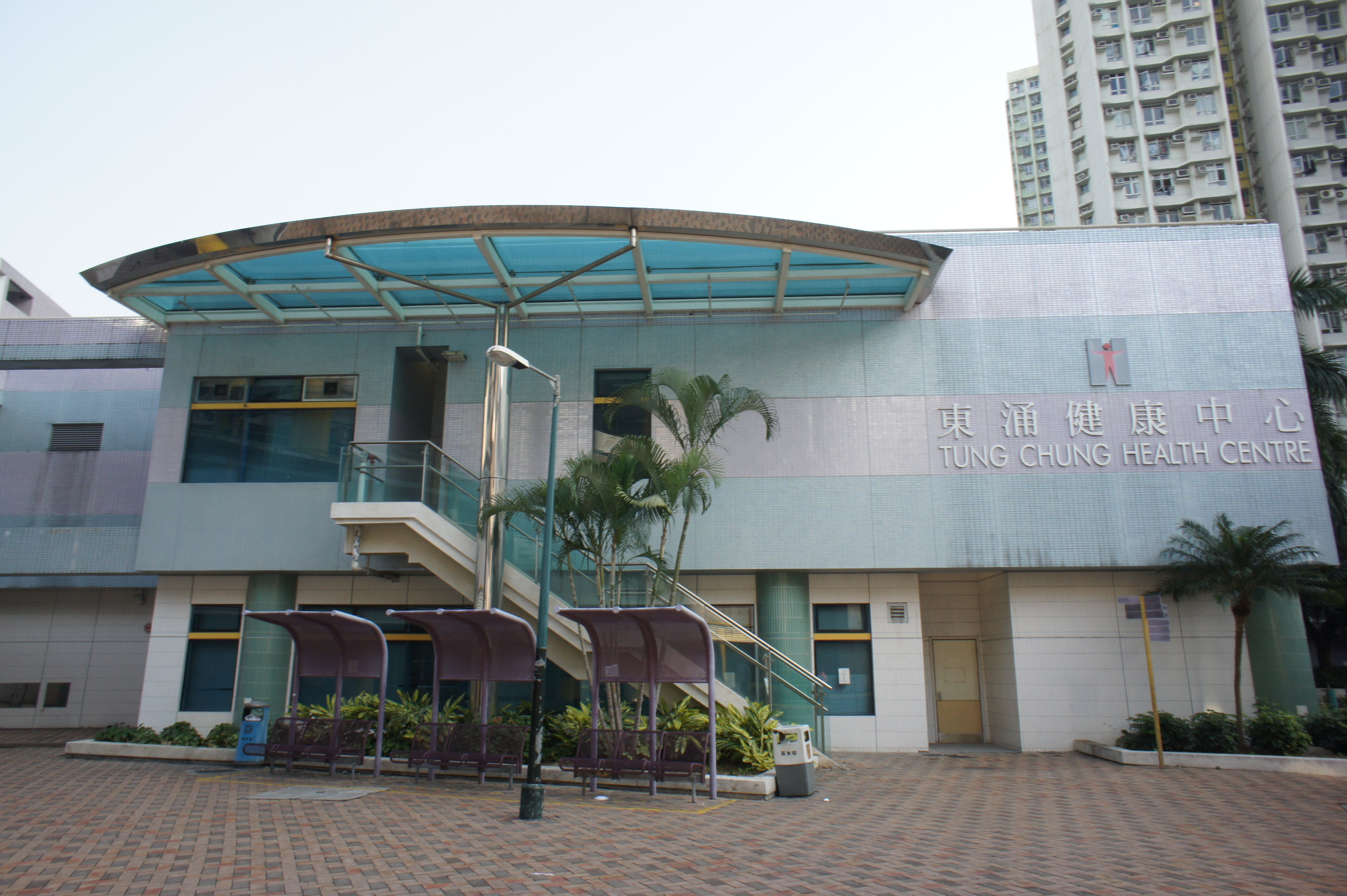
東涌健康中心外貌

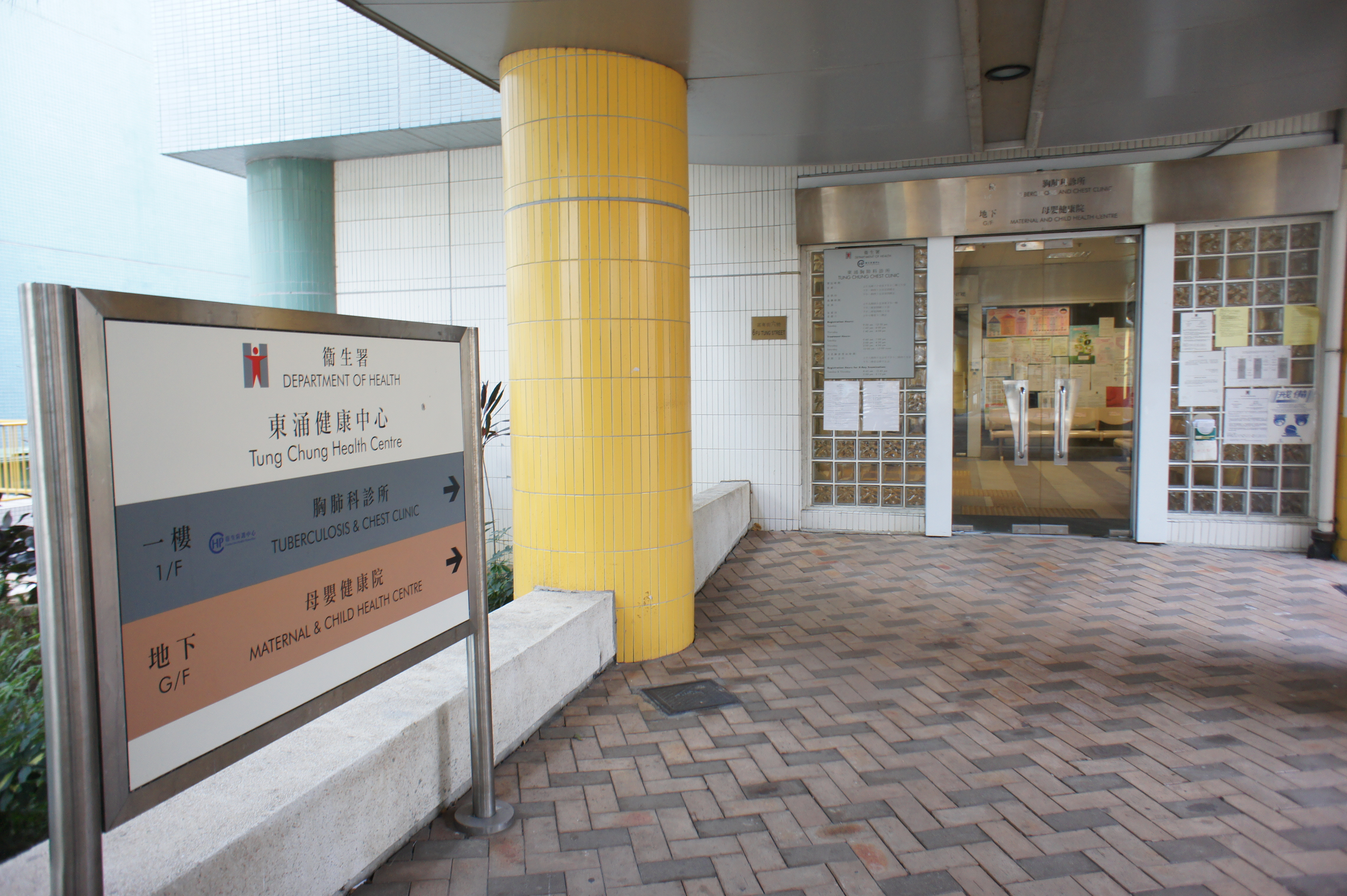
東涌健康中心入口

東涌健康中心（英語：Tung Chung Health Centre）位於香港新界大嶼山東涌富東街6號，為醫院管理局及衞生署轄下的診所。除了普通科門診外，診所亦附設母嬰健康院、胸肺科診所及長者健康中心。

## 歷史
隨著北大嶼山醫院於2013年9月24日啟用，東涌健康中心普通科門診服務於同月30日上午9時起遷入位於北大嶼山醫院3樓的北大嶼山社區健康中心。

## 服務時間
星期一至星期五08:30-13:00及14:00-17:30。